# Università degli Studi di Padova
L'Università degli Studi di Padova (UniPd) è un'università statale italiana fondata nel 1222, fra le più antiche al mondo. 
L'Università di Padova rappresenta uno dei casi paradigmatici di Ateneo medievale nato dalla migrazione di un gruppo di studenti provenienti da una pre-esistente sede universitaria (Bologna) precedentemente stanziatisi a Vicenza. Essa dispone inoltre di una scuola superiore, la Scuola Galileiana di Studi Superiori, nonché di una rete di strutture bibliotecarie e museali.
Nel 2024 si è posizionata al primo posto nella classifica Censis degli atenei statali con più di 40 000 iscritti.

## Identità visiva
Sul sigillo dell'Università sono raffigurati il Cristo Redentore e santa Caterina d'Alessandria, ovvero i simboli delle due distinte universitates nelle quali si articolava lo studium patavino nel Medioevo.
In particolare, Cristo risorto era considerato il patrono dei medici, chiamati a ridare vita ai corpi malati, mentre santa Caterina era la patrona dei giuristi, perché secondo la tradizione si difese da sola nel processo intentatole dagli idolatri prima di subire il martirio, stupendo tutti con la sua eloquenza (per questo è raffigurata con lo strumento del suo supplizio - la ruota dentata - e con la palma, simbolo con il quale nell'iconografia cattolica sono raffigurati i martiri).
Il motto dell'Università è Universa Universis Patavina Libertas ("Tutta intera, per tutti, la libertà nell'Università di Padova"), per sottolineare la grande libertà di pensiero, storicamente concessa dall'Università ai docenti e agli studenti. Di fatto, la Repubblica di Venezia vi garantì sempre una grande libertà religiosa, e l'Università di Padova fu l'unica in Italia, dopo la Controriforma, a restare aperta a studenti e docenti protestanti. La fama e la libertà dell'Ateneo attrassero numerose personalità del movimento protestante tra cui Pietro Martire Vermigli e Pier Paolo Vergerio, anche se l'Università patavina non fu estranea alle pressioni dell'Inquisizione miranti a sopprimere la libertà d'opinione, come avvenne nel caso dello studente evangelico Pomponio de Algerio.

## Storia
(Sir Herbert Butterfield in Le origini della scienza moderna, 1962)

### La nascita
La prima registrazione notarile di una regolare organizzazione universitaria patavina (lo Studium Patavinum, già esistente) risale al 1222, quando un gruppo di studenti e professori migrarono dall'Università di Bologna alla ricerca di una maggiore libertà accademica, anche se è certo che scuole di diritto e medicina con studenti di varie nazioni esistevano vicino a Padova da qualche anno prima del 1222, più esattamente a Vicenza. In altre parole gli studenti bolognesi nel 1202 furono accolti e integrati nell’ambiete dell’Università di Vicenza del duecento, per poi trasferirsi, dopo appena vent’anni, nell’attuale città di Padova. Non essendo nata ex privilegio (per editto papale o dell'imperatore), è impossibile definire una data precisa di fondazione dell'Università, dunque il 1222 è considerato convenzionalmente l'anno di fondazione dell'Università di Padova; in questa data per la prima volta, in un atto notarile della città, si nomina con precisione lo Studio Patavino (quindi era già esistente).
Inizialmente esisteva come Universitas Iuristarum, che impartiva insegnamenti di diritto civile e diritto canonico, ma già attorno al 1250 iniziò l'insegnamento della medicina e delle arti. L'Universitas Artistarum divenne indipendente dalla Universitas Iuristarum nel 1399 grazie all'intervento di Francesco II da Carrara, e da allora si ebbero due distinte università dotate degli stessi diritti e privilegi, ciascuna con proprio rettore. Il corso degli studi aveva una durata di sei anni (che scesero a cinque nel Cinquecento e infine a quattro nel Settecento) e gli studenti dovevano seguire le lectiones e prendere parte attiva alle repetitiones, alle quaestiones e alle disputationes che venivano organizzate. Gli studenti, che iniziarono ad affluirvi da tutta Europa, venivano divisi in due "Nazioni": la Natio Citramontana che comprendeva gli studenti italiani e la Natio Ultramontana per gli stranieri.

### La Repubblica Veneta

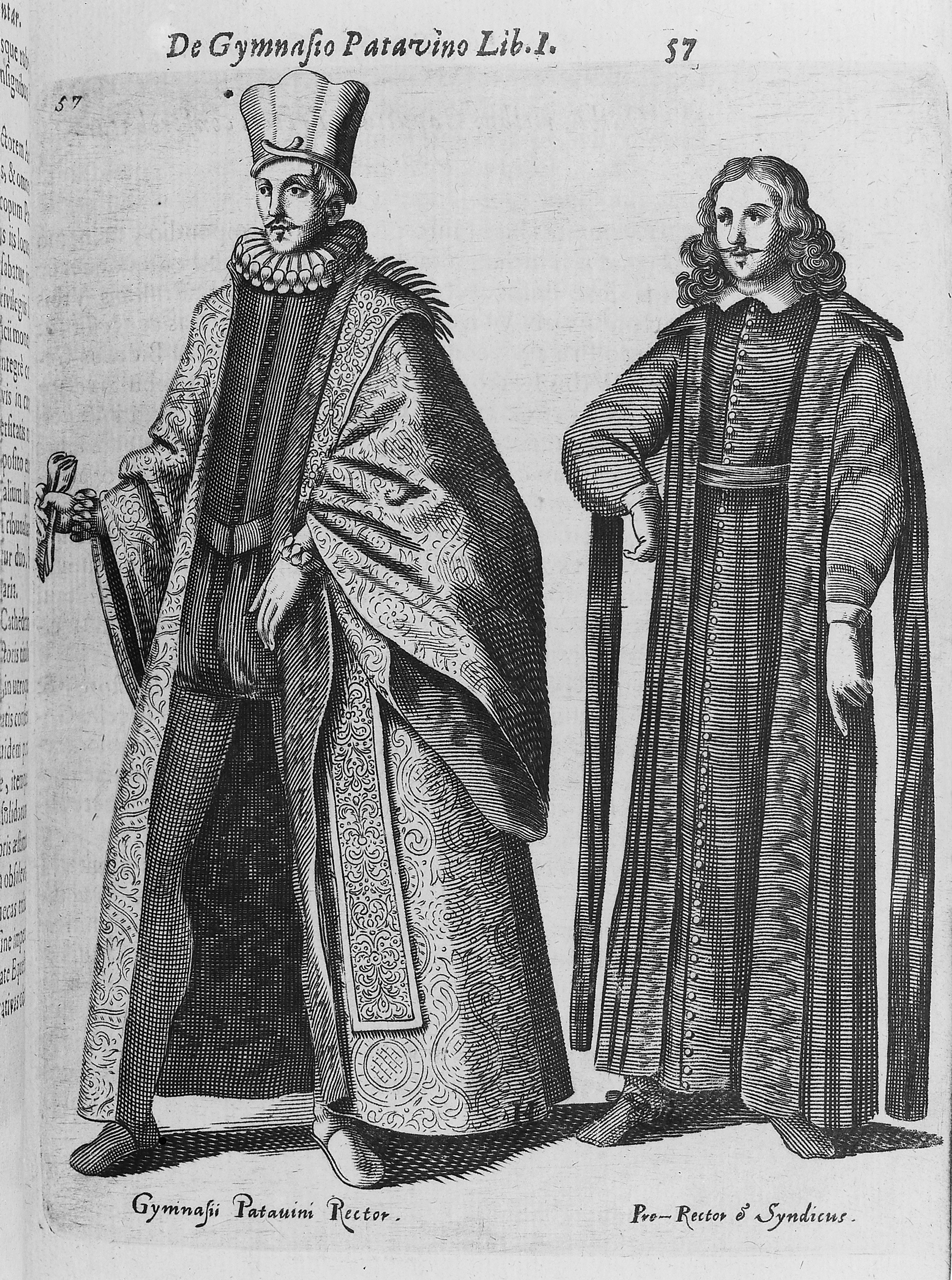
Abito ufficiale del rettore (porpora) e del sindaco pro-rettore (nero) dell'Università di Padova, 1654

Con il passaggio sotto il governo della Repubblica di Venezia nel 1405, inizia per l'Università di Padova il periodo di massimo splendore. Dal Quattrocento al Seicento, l'Università diviene un centro di studio e ricerca internazionale grazie alla relativa libertà e indipendenza garantita dalla Repubblica di Venezia, della quale Padova viene a costituire il centro culturale, e grazie anche alla potenza economica e politica della Serenissima stessa. È in quest'epoca aurea che l'Università adotta il motto "Universa Universis Patavina Libertas" e si afferma come il principale centro scientifico d'Europa.
Nel 1493 l'Universitas Iuristarum viene trasferita all'Hospitium Bovis, un ampio fabbricato già adibito a locanda sotto l'insegna del bue che poi divenne, dopo ampliamenti e trasformazioni, la sede principale nota come il Bo. Nel 1545 è realizzato l'orto botanico, il più antico al mondo ancora nella sua collocazione originaria, che dal 1997 è Patrimonio dell'umanità dell'UNESCO.
Il 15 gennaio 1595 viene inaugurato da Girolamo Fabrici d'Acquapendente il teatro anatomico, il primo del genere al mondo. È in questa struttura che, grazie al lavoro di medici celebri come Giovanni Battista Morgagni, si fonda in Europa l'insegnamento della moderna patologia. Tra il 1592 ed il 1610, per 18 anni, insegnò a Padova Galileo Galilei che, anche dopo il suo ritorno in Toscana e l'abbandono del mondo accademico, lascerà dietro di sé una grande influenza nella metodologia di ricerca nelle discipline scientifiche e naturalistiche.

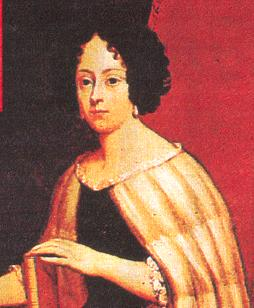
Elena Lucrezia Corner, prima donna a conseguire la laurea

La fondazione della prima biblioteca universitaria italiana - ospitata nella Sala dei Giganti - avviene nel 1629. Nel 1678 si laurea la nobile veneziana Elena Lucrezia Corner (o Cornaro Piscopia), prima donna al mondo ad ottenere tale riconoscimento.
Nel corso del Settecento, con il progressivo declino economico e politico della Repubblica di Venezia, iniziò il declino dell'Università di Padova, in particolare scomparve la distinzione tra Universitas Iuristarum e Universitas Artistarum, anche se l'università continuò a distinguersi in ambito europeo sia nelle scienze naturali che in quelle umanistiche, grazie alla presenza di docenti di assoluto valore come Melchiorre Cesarotti, Giovanni Battista Morgagni, Antonio Vallisneri e Giovanni Poleni.
Nel 1761 fu istituito l'osservatorio astronomico, la Specola, dal senato veneziano, ristrutturando un torrione esistente del Castello di Castelvecchio dei Carraresi, la Torlonga. Giuseppe Orus fondò nel 1773 la scuola di veterinaria e creò il Museo di Anatomia comparata.
L'Ottocento fu segnato dalla duplice dominazione francese e dell'Impero austro-ungarico e infine, nel 1867, dall'annessione al Regno d'Italia. Il burrascoso periodo politico tra il 1797 e il 1813 portò alla destituzione o alla temporanea sospensione di molti illustri docenti, tra cui Simone Stratico, Leopoldo Marco Antonio Caldani, Antonio Collalto, Giuseppe Avanzini, Pietro Sografi, Stefano Gallini, Marco Carburi, Giuseppe Dubravcich, Gian Giacomo Albertolli. Secondo il patriota e storico risorgimentale Carlo Leoni, acuto osservatore della realtà padovana, i professori e gli studenti dell'Università di Padova parteciparono molto timidamente al movimento risorgimentale, perlomeno fino alla vigilia dell'8 febbraio 1848, giorno in cui scoppiò una rivolta di parte degli studenti contro l'autorità austriaca che portò all'uccisione di due studenti, alla chiusura temporanea dell'Università, all'espulsione di 73 studenti e alla destituzione di quattro professori: Stefano Agostini, Francesco Marzolo, Antonio Valsecchi e Jacopo Silvestri. Molti studenti patavini abbandonano gli studi per combattere al fianco delle truppe piemontesi nella prima guerra d'indipendenza italiana o diventano garibaldini imbarcandosi nella spedizione dei Mille.

### Il Regno d'Italia e l'unità
Più traumatico risultò invece il passaggio sotto il governo del Regno d'Italia, che portò alla sospensione di 17 professori, alla chiusura delle scuole di agraria, veterinaria e teologia, all'abbandono del modello universitario austriaco a favore del meno moderno modello italiano e al successivo trasferimento di molti docenti di punta all'Università di Roma, nel tentativo di fare di questa l'università centrale e più importante del paese. Con la Legge 12 maggio 1872 n. 1821 l'Università di Padova veniva pareggiata alle altre esistenti nel regno e veniva applicata ad essa la riforma dell'insegnamento superiore (legge Casati) promossa nel 1859 da Gabrio Casati. All'inizio del XX secolo la scuola matematica patavina si configura come una delle più importanti d'Europa.
L'Ateneo Patavino rimaneva strutturato in sole quattro facoltà che assumevano il nome di Giurisprudenza, Medicina e Chirurgia, Lettere e Filosofia, Scienze Matematiche, Fisiche e Naturali, a capo delle quali veniva posto un Preside. Verso la fine dell'Ottocento comunque l'Università di Padova inizia un lento periodo di espansione che porta alla creazione della scuola di Farmacia (1874) e delle facoltà di Ingegneria (1876) e Scienze politiche (1933).

### La seconda guerra mondiale
Il 1 Dicembre 1943, un mese dopo il discorso inaugurale del 722º anno accademico del 9 Novembre 1943, il Rettore Concetto Marchesi invita pubblicamente gli studenti a ribellarsi e lottare contro il fascismo, poco prima di fuggire in Svizzera:
Sono rimasto a capo della vostra Università finché speravo di mantenerla immune dall'offesa fascista e dalla minaccia germanica; fino a che speravo di difendervi da servitú politiche e militari e di proteggere con la mia fede pubblicamente professata la vostra fede costretta al silenzio e al segreto. Tale proposito mi ha fatto resistere, contro il malessere che sempre più mi invadeva nel restare a un posto che ai lontani e agli estranei poteva apparire di pacifica convivenza mentre era un posto di ininterrotto combattimento.
Oggi il dovere mi chiama altrove.
Oggi non è più possibile sperare che l'Università resti asilo indisturbato di libere coscienze operose, mentre lo straniero preme alle porte dei nostri istituti e l'ordine di un governo che -- per la defezione di un vecchio complice -- ardisce chiamarsi repubblicano vorrebbe convertire la gioventú universitaria in una milizia di mercenari e di sgherri massacratori. Nel giorno inaugurale dell'anno accademico avete veduto un manipolo di questi sciagurati, violatori dell'Aula Magna, travolti sotto la immensa ondata del vostro irrefrenabile sdegno. Ed io, o giovani studenti, ho atteso questo giorno in cui avreste riconsacrato il vostro tempio per più di vent'anni profanato; e benedico il destino di avermi dato la gioia di una così solenne comunione con l'anima vostra. Ma quelli, che per un ventennio hanno vilipeso ogni onorevole cosa e mentito e calunniato, hanno tramutato in vanteria la disfatta e nei loro annunci mendaci hanno soffocato il vostro grido e si sono appropriata la vostra parola.
Studenti: non posso lasciare l'ufficio del Rettore dell'Università di Padova senza rivolgervi un ultimo appello. Una generazione di uomini ha distrutto la vostra giovinezza e la vostra patria. Traditi dalla frode, dalla violenza, dall'ignavia, dalla servilità criminosa, voi insieme con la gioventú operaia e contadina, dovete rifare la storia dell'Italia e costituire il popolo italiano.
Non frugate nelle memorie o nei nascondigli del passato i soli responsabili di episodi delittuosi; dietro ai sicari c'è tutta una moltitudine che quei delitti ha voluto e ha coperto con il silenzio e la codarda rassegnazione; c'è tutta la classe dirigente italiana sospinta dalla inettitudine e dalla colpa verso la sua totale rovina.
Studenti: mi allontano da voi con la speranza di ritornare a voi maestro e compagno, dopo la fraternità di una lotta assieme combattuta. Per la fede che vi illumina, per lo sdegno che vi accende, non lasciate che l'oppressore disponga della vostra vita, fate risorgere i vostri battaglioni, liberate l'Italia dalla schiavitú e dall'ignominia, aggiungete al labaro della vostra Università la gloria di una nuova più grande decorazione in questa battaglia suprema per la giustizia e per la pace nel mondo.»
(Discorso del rettore Concetto Marchesi agli studenti dell'Università degli Studi di Padova)
Per le attività di liberazione dal nazifascismo, l'Università di Padova risulta essere l'unico caso di università italiana ad essere insignita della medaglia d'oro al valor militare. Risulta quindi tra le istituzioni decorate al valore militare.

### Il dopoguerra
Nel dopoguerra, si articolano le Facoltà di Agraria (1946), Magistero (1951), Statistica (1968), il corso di laurea in Psicologia (1971, il primo in Italia con quello di Roma), Veterinaria (1992) ed Economia (1993). Nel secondo dopoguerra, l'Università di Padova, pur rimanendo ancora lontana dai fasti del periodo della Serenissima, ha ripreso la sua collocazione di importante centro scientifico-culturale del mondo occidentale grazie anche alla presenza di docenti di grande valore scientifico che hanno saputo riportare ricerca e didattica a livello internazionale in molti ambiti disciplinari. Nel 2004 è stata istituita la Scuola Galileiana di Studi Superiori, con la collaborazione e sul modello della Scuola Normale Superiore di Pisa. Alla scuola si accede tramite un concorso molto selettivo; gli studenti ammessi si iscrivono ai corsi dell'Università di Padova, ma in più hanno alcuni benefici (ad esempio vitto e alloggio presso un collegio universitario), devono avere una media di esami particolarmente alta (almeno 27), e in più devono frequentare obbligatoriamente alcuni corsi specifici.
Nel 1961 viene attivato il calcolatore elettronico di statistica, tra i primi in Italia.

## Struttura

### Dipartimenti
- Agronomia, animali, alimenti, risorse naturali e ambiente
- Beni culturali
- Biologia
- Biomedicina comparata e alimentazione
- Diritto privato e critica del diritto
- Diritto pubblico, internazionale e comunitario
- Filosofia, sociologia, pedagogia e psicologia applicata
- Fisica e astronomia
- Geoscienze
- Ingegneria civile, edile e ambientale
- Ingegneria dell'informazione
- Ingegneria industriale
- Matematica
- Medicina
- Medicina animale, produzioni e salute
- Medicina molecolare
- Neuroscienze
- Psicologia dello sviluppo e della socializzazione
- Psicologia generale
- Salute della donna e del bambino
- Scienze biomediche
- Scienze cardio-toraco-vascolari e sanità pubblica
- Scienze chimiche
- Scienze chirurgiche, oncologiche e gastroenterologiche
- Scienze del farmaco
- Scienze economiche e aziendali
- Scienze politiche, giuridiche e studi internazionali
- Scienze statistiche
- Scienze storiche, geografiche e dell'antichità
- Studi linguistici e letterari
- Tecnica e gestione dei sistemi industriali
- Dipartimento di territorio e sistemi agro-forestali

### Scuole
A norma dello statuto, approvato in attuazione della riforma Gelmini del 2010, le attività didattiche devono essere gestite direttamente dai dipartimenti, i quali si raggruppano in strutture di raccordo denominate Scuole. Le Scuole hanno funzioni di coordinamento e di razionalizzazione delle attività didattiche, comprese la proposta di istituzione, modifica o soppressione di corsi di studio e la comunicazione verso l'esterno dell'offerta didattica.
Le seguenti Scuole di Ateneo sono attive dal 1º novembre 2012:
- Agraria e Medicina veterinaria
- Economia e Scienze politiche
- Giurisprudenza
- Ingegneria
- Medicina e chirurgia
- Psicologia
- Scienze
- Scienze umane, sociali e del patrimonio culturale

### Scuola Galileiana di Studi Superiori

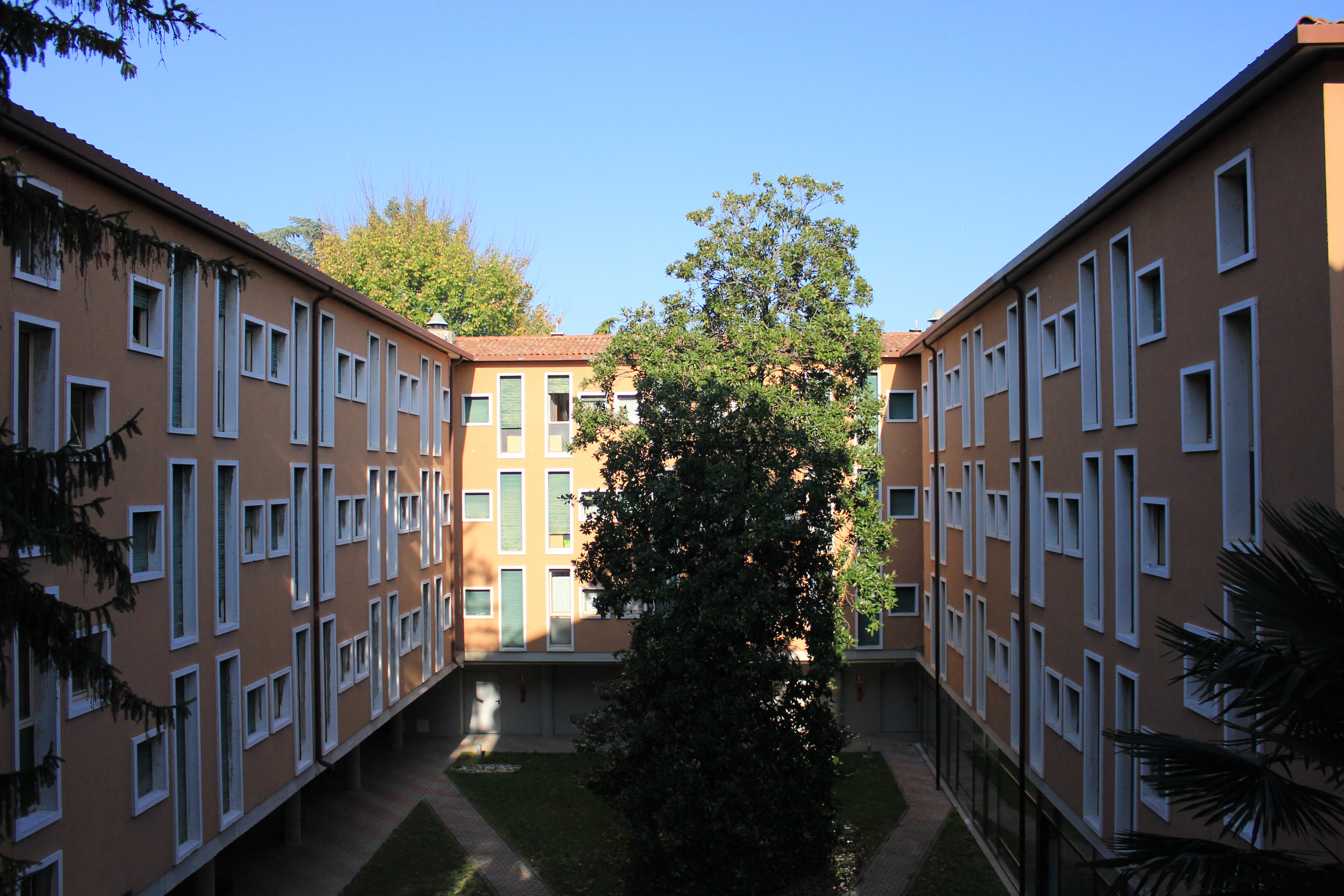
Sede della Scuola Galileiana, dove alloggiavano gli allievi della scuola.

L'università ha dato origine, nel 2004, alla Scuola Galileiana di Studi Superiori, con la collaborazione della Scuola Normale Superiore di Pisa.
(Il Mattino di Padova del 31 dicembre 2004.)
Gli studenti, parallelamente al corso di studi universitario, seguono ulteriori corsi e seminari interni alla Scuola. L'attività della Scuola è organizzata in tre classi separate: la "classe di scienze naturali", di cui fanno parte gli studenti che frequentano facoltà tecniche e scientifiche, la "classe di Scienze Morali", di cui fanno parte gli studenti che frequentano facoltà umanistiche, e la "classe di scienze sociali" (istituita nel 2014), dedicata alle discipline sociologiche, economiche, sociali. 
L'ammissione avviene per concorso nell'anno di prima iscrizione all'università e la permanenza è soggetta al mantenimento di un profitto elevato nei corsi universitari e nelle prove finali della didattica integrativa.

### Campus di Agripolis
Il campus di Agripolis si trova a Legnaro, nella periferia est di Padova, all'interno di esso trovano sede, oltre alle sedi didattiche, altresì l'ospedale veterinario dell'università e l'azienda agraria sperimentale "Lucio Toniolo".

### Musei universitari
La rete dei musei dell'ateneo è formata da 11 sedi museali  - la più recente e maggiore è il Museo della Natura e dell'Uomo - e da altre 19 collezioni distribuite nei vari dipartimenti.

### Osservatori astronomici
L'università dispone di due osservatori astronomici: l'osservatorio astrofisico di Asiago e la stazione osservativa di Cima Ekar.

#### Museo della Fisica “Giovanni Poleni”

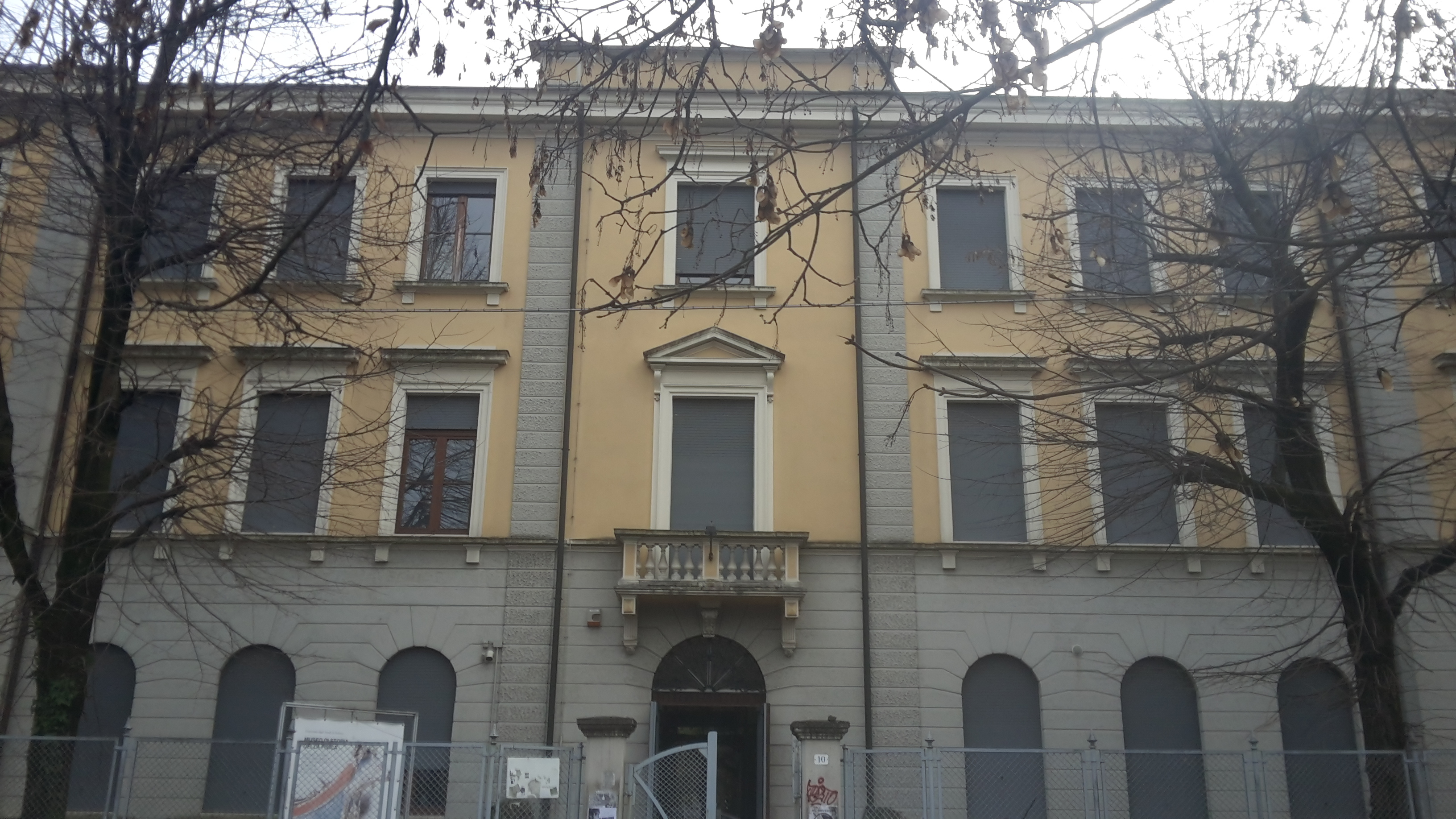
Museo Giovanni Poleni

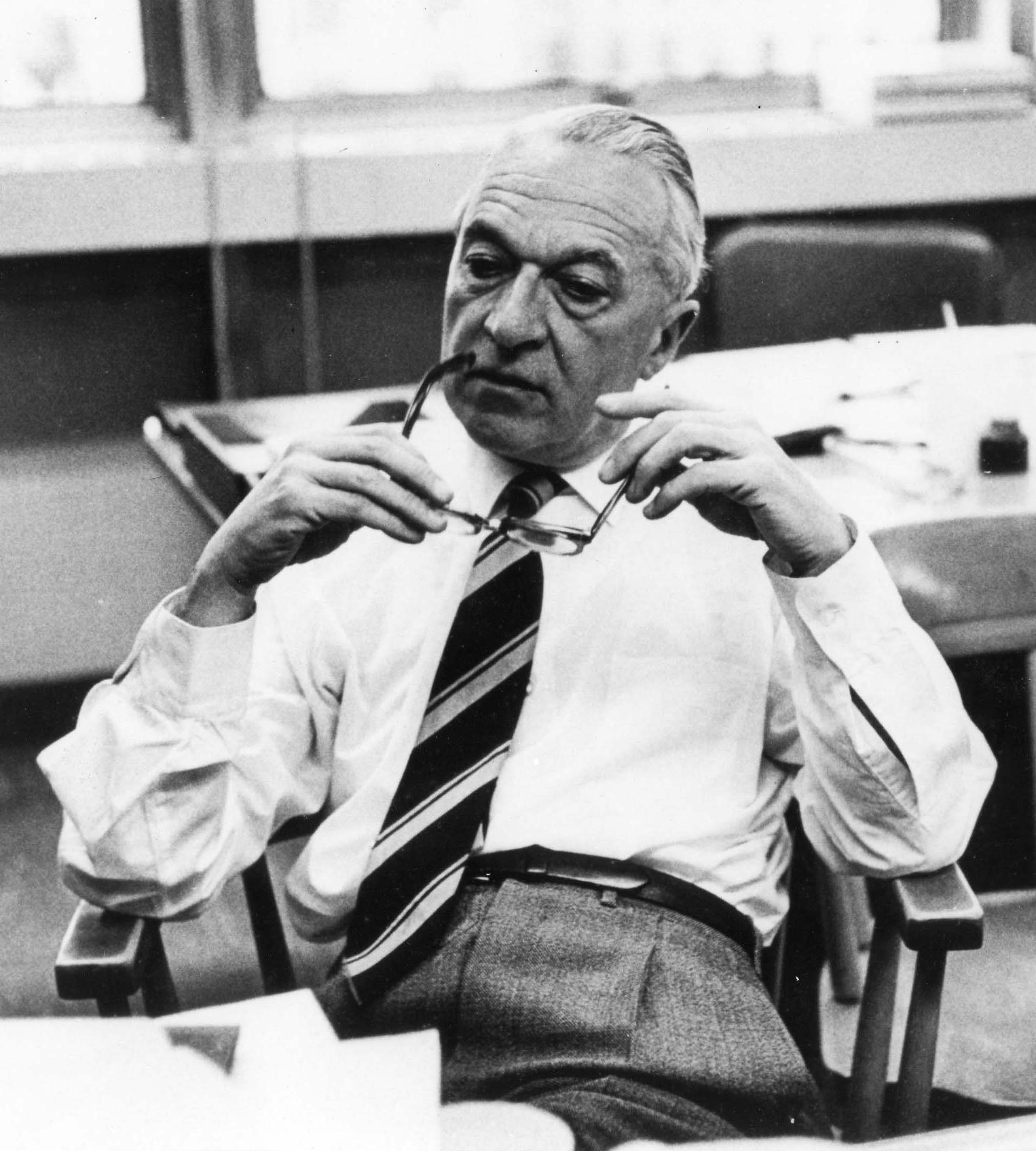
Il fisico Bruno Rossi

Il Museo della Fisica "Giovanni Poleni" è un museo italiano gestito dal dipartimento di fisica dell'Università di Padova dove sono ospitati diversi reperti riguardanti lo sviluppo e lo studio della fisica moderna. Infatti, nel corso del 1900, l'Università di Padova fu un centro importante nell'ambito della ricerca legato a questa nuova branca della fisica, con lo scopo di superare le barriere imposte dalla fisica classica. Esponenti quali Bruno Rossi, Pietro Bassi e Antonio Rostagni, come testimoniato da Alessandro Pascolini, furono infatti dei pionieri del settore, con specializzazioni, per esempio, nello studio del fenomeno dei raggi cosmici. In particolare, presso il museo sono conservati strumenti, quali tra gli altri le camere a bolle e a nebbia utilizzate per la visualizzazione delle tracce lasciate delle particelle.

## Casa editrice
Nel 2009 l'Università degli Studi di Padova ha istituito il proprio marchio editoriale, denominato Padova University Press. Nata con l'intento di diffondere i risultati della ricerca accademica, Padova University Press si propone come casa editrice di riferimento per le pubblicazioni dell'Ateneo, aprendosi anche a proposte esterne e assicurando agibilità editoriale a tutte le discipline e i campi d’indagine.

## Rettori

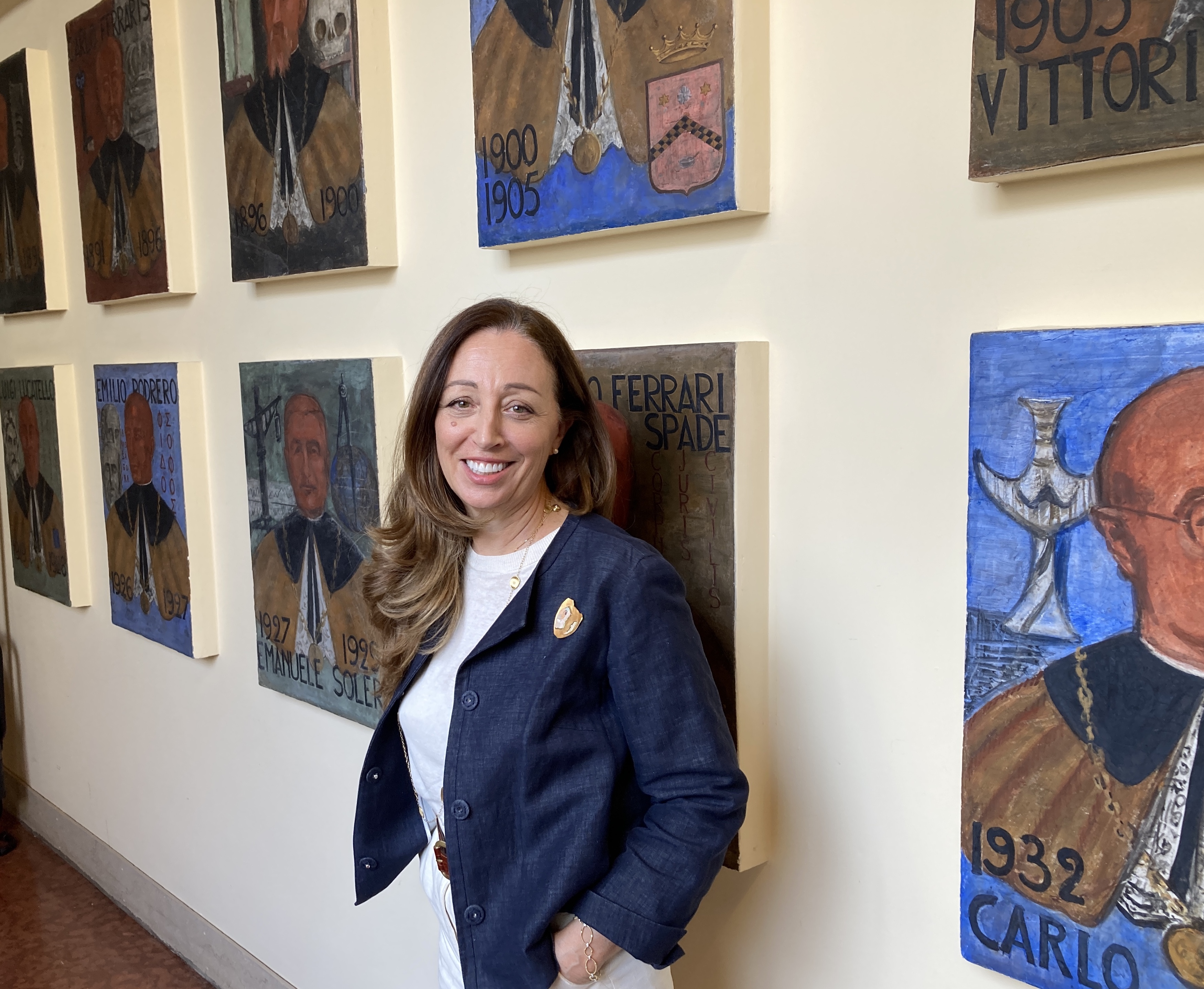
Daniela Mapelli, prima rettrice donna, nella galleria con i ritratti di tutti i rettori dell'università patavina

(Dall'istituzione del rettore unico nel 1806)
- 1806-1807: Giuseppe Antonio Bonato
- 1807-1808: Daniele Francesconi
- 1808-1809: Francesco Maria Franceschinis
- 1809: Luigi Mabil
- 1809-1810: Pietro Sografi
- 1810-1811: Giacomo Giuliani
- 1811-1812: Antonio Collalto
- 1812-1813: Stefano Gallini
- 1813-1814: Antonio Marsand / Giacomo Giuliani / Luigi Lanfranchi
- 1814-1816: Francesco Maria Franceschinis
- 1816-1817: Angelo Dalla Decima
- 1817-1818: Giovanni Giuseppe Cappellari
- 1818-1819: Antonio Marsand
- 1819-1820: Giuseppe Antonio Bonato
- 1820-1821: Felice Dianin
- 1821-1822: Giovanni Battista Zandonella dell'Aquila
- 1822-1823: Antonio Meneghelli
- 1823-1824: Francesco Fanzago
- 1824-1825: Giovanni Santini
- 1825-1826: Sebastiano Melan
- 1826-1827: Alessandro Racchetti
- 1827-1828: Stefano Gallini
- 1828-1829: Salvatore Dal Negro
- 1829-1830: Tommaso Fidenzio De Grandis
- 1830-1831: Giovanni Giuseppe Cappellari
- 1831-1832: Girolamo Molin
- 1832-1833: Jacopo Bonfadini
- 1833-1834: Agnolo Valbusa
- 1834-1835: Giovanni Cicogna
- 1835-1836: Floriano Caldani
- 1836-1837: Luigi Configliachi
- 1837-1838: Stefano Agostini
- 1838-1839: Antonio Valsecchi
- 1839-1840: Rodolfo Lamprecht
- 1840-1841: Giovanni Petrettini
- 1841-1842: Giovanni Francesco Fannio
- 1842-1843: Carlo Augusto Bazzini
- 1843-1844: Tommaso Antonio Catullo
- 1844-1845: Lodovico Menin
- 1845-1846: Giuseppe Onorio Marzuttini
- 1846-1847: Sebastiano Melan
- 1847-1848: Giuseppe Torresini
- 1848-1849: Vittorio de La Casa
- 1849-1850: Baldassarre Poli
- 1850-1852: Luigi Configliachi
- 1852-1856: Giuseppe De Menghin
- 1856-1857: Giovanni Santini
- 1857-1858: Lodovico Menin
- 1858-1859: Vincenzo Fabeni
- 1859-1860: Francesco Panella
- 1860-1861: Giovanni Cicogna
- 1861-1862: Serafino Rafaele Minich
- 1862-1863: Lodovico Menin
- 1863-1864: Tito Vanzetti
- 1864-1865: Francesco Panella / Domenico Colauzzi
- 1865-1866: Giambattista Pertile
- 1866-1867: Giusto Bellavitis
- 1867-1868: Giuseppe De Leva
- 1868-1869: Francesco Marzolo
- 1869-1870: Giampaolo Tolomei
- 1870-1871: Domenico Turazza
- 1871-1872: Giacomo Zanella
- 1872-1873: Ferdinando Coletti
- 1873-1879: Giampaolo Tolomei
- 1879-1880: Francesco Marzolo
- 1880-1882: Emilio Morpurgo
- 1882-1885: Giuseppe De Leva
- 1885-1891: Giampaolo Vlacovich
- 1891-1896: Carlo Francesco Ferraris
- 1896-1900: Achille De Giovanni
- 1900-1905: Raffaello Nasini
- 1905-1910: Vittorio Polacco
- 1910-1913: Vittorio Rossi
- 1913-1919: Ferdinando Lori
- 1919-1926: Luigi Lucatello
- 1926-1927: Emilio Bodrero
- 1927-1929: Emanuele Soler
- 1929-1932: Giannino Ferrari Dalle Spade
- 1932-1943: Carlo Anti
- 1943: Concetto Marchesi
- 1943-1945: Giuseppe Gola
- 1945-1947: Egidio Meneghetti
- 1947-1949: Aldo Ferrabino
- 1949-1968: Guido Ferro
- 1968-1972: Enrico Opocher
- 1972-1984: Luciano Merigliano
- 1984-1987: Marcello Cresti
- 1987-1993: Mario Bonsembiante
- 1993-1996: Gilberto Muraro
- 1996-2002: Giovanni Marchesini
- 2002-2009: Vincenzo Milanesi
- 2009-2015: Giuseppe Zaccaria
- 2015-2021: Rosario Rizzuto
- dal 1º ottobre 2021: Daniela Mapelli

## Onorificenze
Il 2 novembre 1945 l'Università è stata insignita della Medaglia d'oro al valor militare con la seguente motivazione: